# Microchilus lineatus
Microchilus lineatus är en skalbaggsart som beskrevs av Blanchard 1851. Microchilus lineatus ingår i släktet Microchilus och familjen Rutelidae. Inga underarter finns listade i Catalogue of Life.